# A Real Dead One
A Real Dead One je koncertní album britské heavymetalové skupiny Iron Maiden. Nahráno bylo během turné po Evropě. Jako singl vyšla skladba „Hallowed Be Thy Name“.
Roku 1998 bylo album znovuvydáno jako A Real Live Dead One, kdy bylo spojeno s dalším koncertním albem A Real Live One.

## Seznam skladeb
1. "The Number of the Beast" (Harris) - Nahráno ve Valby Halle, Kodaň, Dánsko, 25. srpna 1992
2. "The Trooper" (Harris) - Nahráno v Isshallen, Helsinki, Finsko, 5. června 1992
3. "Prowler" (Harris) - Nahráno v Palaghiacco, Řím, Itálie, 30. dubna 1993
4. "Transylvania" (Harris) - Nahráno v Grughalle, Essen, Německo, 17. dubna 1993
5. "Remember Tomorrow" (Harris, Di'Anno) - Nahráno v Grughalle, Essen, Německo, 17. dubna 1993
6. "Where Eagles Dare" (Harris) - Nahráno v Rijnhal, Arnhem, Nizozemsko, 9. dubna 1993
7. "Sanctuary" (Iron Maiden) - Nahráno v Neuchatel, Lausanne, Švýcarsko, 27. května 1993
8. "Running Free" (Harris, Di'Anno) - Nahráno v Neuchatel, Lausanne, Švýcarsko, 27. května 1993
9. "Run to the Hills" (Harris) - Nahráno ve vítkovické sportovní aréně, Česko , 5. dubna 1993
10. "2 Minutes to Midnight" (Smith, Dickinson) - Nahráno v Elysee Montmartre, Paříž, Francie, 10. dubna 1993
11. "Iron Maiden" (Harris) - Nahráno v Isshallenu, Helsinki, Finsko, 5. června 1992
12. "Hallowed Be Thy Name" (Harris) - Nahráno v Olympic Aréně, Moskva, Rusko, 4. června 1993

## Sestava
- Bruce Dickinson - zpěv
- Dave Murray - kytara
- Janick Gers - kytara
- Steve Harris - baskytara
- Nicko McBrain - bicí
- Michael Kenney - klávesy